# 6277
6277 est un label techno fondé en 2003 par Jeff Mills à Chicago. 6277 est une division du label Axis destinée à accueillir les productions d'artistes découverts ou appréciés par Jeff Mills, dont la musique bien que techno soit tournée vers l'expérimentation.
6277 est l'année hypothétique à laquelle la vie sera découverte sur Mars.

## Discographie
- MISSION 01 - Elektrabel - Elektrabel EP (2003)
- MISSION 02 - Hieroglyphic Being - Du Commencement A L'Eternite (2004)
- MISSION 03 - Elektrabel - Crocks EP (2005)
- MISSION 04 - Elektrabel - For Various Reasons (2005)
- MISSION 05 - Sub Space - First Step EP (2005)
- MISSION 06 - Zachary Lubin - Controllability (2005)
- MISSION 07 - Various - The Mission Objective (2005, CD mixé par Jeff Mills)
- MISSION 08 - Trefa - Elektrabel (2006)
- MISSION 09 - Ben Gibson - No Signify EP (2006)
- MISSION 10 - CounterPart - The Martian Mystique (2006)
- MISSION 11 - Johannes Volk - The Mysteries Of Tharsis Montes (2006)
- MISSION 12 - Jeroen - New Reality (2006)
- MISSION 13 - Counterpart - A Priori (2006)